# Zonitis ploribunda
Zonitis ploribunda es una especie de coleóptero de la familia Meloidae.

## Distribución geográfica
Habita en México.